# Paola Belmonte
Paola Grisel Belmonte Gómez (La Paz, Bolivia; 11 de abril de 1976) es una periodista, presentadora de televisión, locutora de radio boliviana.

## Biografía
Paola Belmonte nació el 11 de abril de 1976 en la ciudad de La Paz. Comenzó sus estudios escolares en 1982, saliendo bachiller el año 1993 del colegio Boliviano-Israelita de su ciudad. Con apenas 6 años de edad (desde 1982), Belmonte empezó sus estudios en teatro y danza clásica.
Continuó con sus estudios profesionales, ingresando a estudiar la carrera de comunicación social en la Universidad Mayor de San Andrés (UMSA), graduándose como periodista el año 2002 a sus 26 años de edad.  Posteriormente, realizó también estudios en marketing y publicidad.

### Televisión
El ingreso de Belmonte a la televisión boliviana se dio el año 1993, a sus 17 años de edad, con el programa Video Pirata, transmitido en ese entonces por el canal RTP.
Luego, pasó a trabajar en la Red Unitel como corresponsal de los programas: Decibeles y Pensado en Usted.
El año 2000, nació el programa juvenil Zona Pública en la televisión estatal Bolivia TV, donde Belmonte producía y conducía inicialmente junto a su amigo (y luego esposo), Martín Sotomayor. Además del programa Zona Pública, Paola también condujo programas como Eurosaber (en coordinación con la Unión Europea en Bolivia) y Retadores, ambos programas destinados a premiar a los mejores estudiantes de colegio.
En 2015 fue invitada a participar del programa televisivo Bailando por un sueño.

### Música
Paola Belmonte incursionó también en el ámbito musical. Junto a otros compañeros de danza formó parte del grupo denominado Tabú  posteriormente denominado grupo Aries. Este grupo musical grabó 4 discos, siendo acreedores a reconocimiento como grupo revelación en varios medios.

### Acción de protección de privacidad
En 2014 Belmonte ganó una acción de protección a la privacidad  interpuesta ante el Tribunal Departamental de Justicia de La Paz contra un video privado publicado sin su consentimiento y grabado sin autorización en 2013. Tras esta medida funcionarios del Gobierno Municipal de La Paz retiraron el material de espacios de venta en la ciudad, paralelamente la Defensoría del Pueblo estudió el caso para sentar un precedente de protección a nivel nacional.
La acción ganada por Belmonte y su abogada Paola Barriga sentó un precedente en acciones de protección contra víctimas de delitos que atentan contra la privacidad en Bolivia y fue parte de una serie de procesos emprendidos por Belmonte, otros procesos como los de extorsión y violencia psicológica fueron igualmente iniciados, definiéndose en 2013 la detención domiciliaria del acusado por instrucción del juez asignado al caso.

#### Evidencia
El video que fue utilizado como evidencia en el caso fue publicado el 1 de noviembre de 2013, cuando empezó a circular por las redes sociales de Bolivia, el mismo había sido grabado y publicado de manera ilícita por el instructor de gimnasio Oscar Medinacelli Rojas quien meses antes de publicarlo habría estado extorsionando a Belmonte pidiendo la suma de 20 mil dólares para no difundir el video de carácter íntimo.
Barriga, abogada de Belmonte, señaló a los medios de comunicación que antes de que el video sea subido a las redes sociales, Belmonte y su esposo vivían separados y estaban a punto de firmar el divorcio. Además,  señaló que el acusado  pertenecía a una peligrosa red de extorsionadores que buscaban víctimas en  diferentes gimnasios  de La Paz , así como de Cochabamba y Santa Cruz de la Sierra.